# Marx Tamás
Marx Tamás (Zsombolya, 1871. július 4. – Budapest, 1943. december 16.) magyar pedagógiai író, szerkesztő, árvaházi igazgató.

## Életútja, munkássága
Marx Tivadar és Mausz Éva fiaként született. Az aradi tanítóképzőben szerzett oklevelet (1893). Szenthubertben és Temesvár-Gyárvárosban tanított, majd a temesvári Gizella Árvaház igazgatója (1910-22). Különböző temesvári iskolákban folytatta szolgálatát nyugdíjazásáig (1933). A Délvidéki Tanügy és a Banater Schulbote pedagógiai munkatársa, az 1920-as évektől több tankönyv szerkesztője; a bánsági magyar és német sajtó közölte pedagógiai cikkeit. Halálát szívbénulás okozta. Felesége Kremann Adél volt.